# Mariano Rumor
Mariano Rumor (ur. 16 czerwca 1915 w Vicenzy, zm. 22 stycznia 1990 w Rzymie) – włoski polityk, działacz Chrześcijańskiej Demokracji, premier stojący na czele pięciu gabinetów, wielokrotny minister.

## Życiorys
Kształcił się w zakresie sztuk pięknych, pracował zawodowo jako nauczyciel. W 1943 włączył się w działalność antyniemieckiego i antyfaszystowskiego ruchu oporu. Brał udział w organizacji Chrześcijańskiej Demokracji (DC), reprezentował ją w regionalnym komitecie wyzwolenia narodowego w Wenecji. Później pełnił szeref funkcji w ramach partii chadeckiej, był zastępcą sekretarza, a w latach 1964–1969 pozostawał jako sekretarz jej faktycznym liderem.
W 1946 został posłem do powołanej po II wojnie światowej konstytuanty (Assemblea Costituente della Repubblica Italiana), która działała do 1948. W tym samym roku został po raz pierwszy wybrany do Izby Deputowanych. W niższej izbie włoskiego parlamentu zasiadał nieprzerwanie do 1979 jako poseł I, II, III, IV, V, VI i VII kadencji.
Wielokrotnie zajmował stanowiska rządowe. Od 1951 do 1954 był podsekretarzem stanu w resorcie rolnictwa i leśnictwa (w 7. i 8. rządzie Alcide De Gasperiego i w rządzie, którym kierował Giuseppe Pella), a następnie podsekretarzem stanu w biurze premiera Amintore Fanfaniego w jego krótkotrwałym 1. gabinecie (1954). Do administracji rządowej powrócił w 1959 jako minister rolnictwa i leśnictwa, funkcję tę pełnił do 1963 w 2. rządzie Antonia Segniego, w rządzie Fernanda Tambroniego, w 3. i 4. rządzie Amintore Fanfaniego. Później w 1963 był ministrem spraw wewnętrznych w 1. gabinecie Giovanniego Leone.
Od 12 grudnia 1968 do 6 lipca 1970 sprawował urząd premiera Włoch w trzech kolejnych rządach. Później był ponownie ministrem spraw wewnętrznych w 1. i 2. gabinecie Giulia Andreottiego (1972–1973). Kolejny raz stanął na czele rządu 8 lipca 1973, zajmował tym razem stanowisko premiera do 3 października 1974, kierując dwoma kolejnymi gabinetami. Od 1974 do 1976 sprawował urząd ministra spraw wewnętrznych w 4. i 5. rządzie kierowanym przez Aldo Moro.
Od 1979 do 1984 sprawował jednocześnie mandat posła do Parlamentu Europejskiego I kadencji, należąc do grupy Europejskiej Partii Ludowej. Również w 1979 został po raz pierwszy wybrany do Senatu (VIII kadencji), uzyskiwał reelekcję na IX i X kadencję, w trakcie której zmarł.